# William Paterson (obtenteur)
Pour les articles homonymes, voir William Paterson (homonymie) et Paterson.
William Paterson (1810-1870) est un obtenteur écossais qui joua un rôle important dans la création de nouvelles variétés de pomme de terre après l'épisode de « la maladie » des pommes de terre (le mildiou) qui dévasta les cultures en Europe occidentale en 1845 et 1846, provoquant notamment la Grande famine en Irlande.
Arboriculteur fruitier originaire de Seafield (Dundee), il eut, à une époque où beaucoup pensaient que la pomme de terre n'avait plus d'avenir en tant que plante vivrière, une approche visionnaire. Il engagea à partir de 1853 un « programme de récupération de la pomme de terre » en important de nouvelles souches d'Amérique, d'Afrique du Sud, d'Australie et d'ailleurs, en sélectionnant les meilleurs tubercules et en les croisant pour obtenir de nouveaux semis desquels il sélectionna de nouvelles variétés.
Parmi celles-ci, figuraient notamment 'White Rock', 'Blue', 'Early Red Kidney', 'White Kidney' et 'The Queen', mais celle qui
devint la variété phare de l'époque fut 'Victoria', connue sous le nom de 'Paterson's Victoria'. Cette dernière joua un rôle de premier plan dans les programmes de sélection ultérieurs en Europe comme en Amérique du Nord. En particulier, 'Paterson's Victoria' eut comme descendant direct la variété 'Champion', sélectionnée vers 1876, qui fut de loin la plus cultivée en Irlande à la fin du XIXe siècle.
William Paterson est considéré par certains auteurs comme étant le premier sélectionneur à avoir réalisé l'hybridation ou la fertilisation croisée de variétés de pomme de terre. Cette assertion paraît fondée au regard des connaissances botaniques de l'époque, bien que lui-même n'ait jamais fait de mention spécifique au sujet de l'hybridation dans ses communications.
Il a rédigé un ouvrage, publié en 1871, intitulé On Propagating New varieties of Potato (De la propagation de nouvelles variétés de pomme de terre).
Son rapport, intitulé Report on Experiments in Propagating New and Superior Varieties of the Potato Plant, lui valut en 1869 la médaille d'or de la Royal Highland and Agricultural Society of Scotland.